# Rignat
Rignat est une ancienne commune française du département de l'Ain. En 1974, la commune fusionne avec Bohas et Meyriat pour former la commune de Bohas-Meyriat-Rignat.

## Toponymie
Le nom de la localité est attesté sous la forme Rinna vers 1250, Rignia vers 1325 puis Rigniacus en 1436. Ce toponyme dérive de Reginius, anthroponyme gaulois + -acos.

## Histoire
En 1974, la commune fusionne avec Bohas et Meyriat sous la commune de Bohas-Meyriat-Rignat. La commune possède le statut de commune associée tandis que Bohas et Meyriat ont fusionné simplement en 2000 alors qu'elles étaient toutes deux des communes associées.

## Population et société

### Démographie
L'évolution du nombre d'habitants est connue à travers les recensements de la population effectués dans la commune depuis 1793. Pour les communes de moins de 10 000 habitants, une enquête de recensement portant sur toute la population est réalisée tous les cinq ans, les populations de référence des années intermédiaires étant quant à elles estimées par interpolation ou extrapolation. Pour la commune, le premier recensement exhaustif entrant dans le cadre du nouveau dispositif a été réalisé en 2004.
En 2018, la commune comptait 259 habitants, en évolution de +4,44 % par rapport à 2012 (Ain : +5,15 %, France hors Mayotte : +2,11 %).
| 1793 | 1800 | 1806 | 1821 | 1831 | 1836 | 1841 | 1846 | 1851 |
| ---- | ---- | ---- | ---- | ---- | ---- | ---- | ---- | ---- |
| 517  | 575  | 534  | 397  | 425  | 429  | 422  | 416  | 414  |

| 1856 | 1861 | 1866 | 1872 | 1876 | 1881 | 1886 | 1891 | 1896 |
| ---- | ---- | ---- | ---- | ---- | ---- | ---- | ---- | ---- |
| 429  | 398  | 396  | 371  | 372  | 360  | 372  | 320  | 315  |

| 1901 | 1906 | 1911 | 1921 | 1926 | 1931 | 1936 | 1946 | 1954 |
| ---- | ---- | ---- | ---- | ---- | ---- | ---- | ---- | ---- |
| 325  | 289  | 283  | 268  | 262  | 252  | 259  | 242  | 197  |

| 1962 | 1968 | 2006 | 2009 | 2014 | 2018 | - | - | - |
| ---- | ---- | ---- | ---- | ---- | ---- | - | - | - |
| 195  | 192  | 202  | 204  | 257  | 259  | - | - | - |

## Culture locale et patrimoine

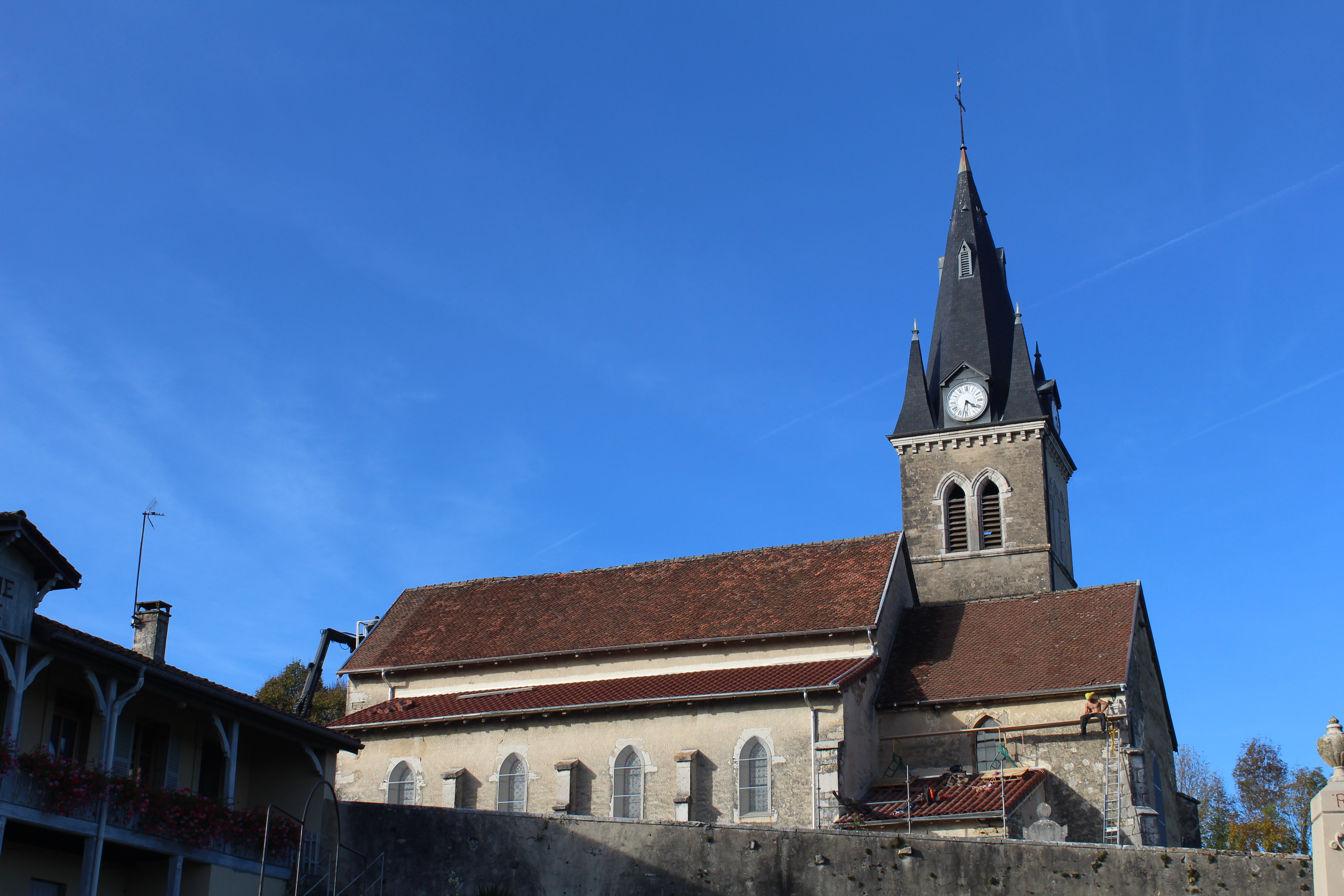
Église Saint-Didier.

### Lieux et monuments
- Église Saint-Didier
- Château Pinel

## Pour approfondir